# 3006 Ливадија
3006 Ливадија (енгл. 3006 Livadia) је астероид главног астероидног појаса са пречником од приближно 9,4 .
Афел астероида је на удаљености од 2,891 астрономских јединица (АЈ) од Сунца, а перихел на 1,974 АЈ.
Ексцентрицитет орбите износи 0,188, инклинација (нагиб) орбите у односу на раван еклиптике 3,046 степени, а орбитални период износи 1386,232 дана (3,795 године).
Апсолутна магнитуда астероида је 14,0 а геометријски албедо 0,080.
Астероид је откривен 24. септембра 1979. године.